# Шарюэль, Юбер
Юбер Шарюэль (фр. Hubert Charuel; род. 31 мая 1985, Витри-ле-Франсуа, Верхняя Марна, Франция) — французский кинорежиссер и сценарист.

## Биография
Юбер Шарюэль родился 31 мая 1985 в Витри-ле-Франсуа, департамент Верхняя Марна во Франции, в семье фермеров. До прихода в кинематограф он работал в сфере молочного скотоводства.
В 2011 году Юбер Шарюэль закончил производственное отделение киношколы La fémis в Париже. Его дипломный короткометражный фильм «Диагональ пустоты» был отобран для участия в нескольких кинофестивалях, в частности в Клермон-Ферране. Вторая короткометражка Шарюэля «К-нада» также принимала участие на кинофестивале в Клермон-Ферране, а также получила в 2015 году награду за лучший французский короткометражный фильм на Европейском фестивале первых фильмов в Анже.
В 2017 году Юбер Шаруель дебютировал полнометражным фильмом «Мелкий фермер» со Сванном Арло и Сара Жиродо в главных ролях. Фильм принимал участие в программе Специальных показов на 70-м Каннском международном кинофестивале 2017 года и получил лестные отзывы кинокритиков. В 2018 году лента была номинирована в 8-ми категориях на французскую национальную кинопремию «Сезар», в том числе как лучший фильм, лучший дебютный фильм и за лучшую режиссерскую работу.